# Бахметев, Дмитрий Ефремович
Дми́трий Ефре́мович Бахме́т(ь)ев — стольник из рода Бахметевых, комендант Саратова в 1717 году.
Был стольником при царях Иоанне и Петре и воеводой в Заволжье, участвовал в Крымском походе в 1687 года., вместе с братом своим Иваном. В шведской войне начальствовал над отрядом легкой конницы (до 1000 человек), состоявшим из татар, калмыков, башкир, саратовцев и казаков. В 1705 году он был уже в чине полковника и под начальством П. М. Апраксина ходил в Корелию для «промыслов» над неприятельской землей.
Тесно взаимодействовал с калмыцким ханом Аюкой. В 1715 году Пётр Великий послал его в заволжские степи с отрядом (300 регулярных солдат и 300 казаков) для охраны русских пределов, подвергавшихся частым разорениям от беспокойных кочевников, и на помощь хану Аюке, на которого в то время напал кубанский султан Бакта-Гирей, а также для наблюдения, чтобы хан и его калмыки с турецкими подданными не ссорились и не входили с ними в сношения без царского указа. Торговал с калмыками и Хивой.
В 1717 году в Поволжье вторглись татары, разорившие предместья Саратова, Петровска, Царицына, Пензы и Симбирска. Территория от Волги до Вороны была разграблена и опустошена, а несколько десятков тысяч людей были убиты или взяты в плен. Судя по тому, что сам город взят не был, комендант действовал эффективно.
Бахметьев был первым человеком в Саратове, названным не воеводой, а комендантом. Оставался в Саратове приблизительно до 1723 года.